# Bayou Vista (Louisiana)
Bayou Vista és una població dels Estats Units a l'estat de Louisiana. Segons el cens del 2000 tenia 4.351 habitants.

## Demografia
Segons el cens del 2000, Bayou Vista tenia 4.351 habitants, 1.606 habitatges, i 1.178 famílies. La densitat de població era de 949,1 habitants/km².
Dels 1.606 habitatges en un 38,9% hi vivien nens de menys de 18 anys, en un 57,2% hi vivien parelles casades, en un 10,3% dones solteres, i en un 26,6% no eren unitats familiars. En el 22% dels habitatges hi vivien persones soles el 6,5% de les quals corresponia a persones de 65 anys o més que vivien soles. El nombre mitjà de persones vivint en cada habitatge era de 2,7 i el nombre mitjà de persones que vivien en cada família era de 3,17.
Per edats la població es repartia de la següent manera: un 29,5% tenia menys de 18 anys, un 9,1% entre 18 i 24, un 31,7% entre 25 i 44, un 20,3% de 45 a 60 i un 9,4% 65 anys o més.
L'edat mediana era de 33 anys. Per cada 100 dones de 18 o més anys hi havia 97,1 homes.
La renda mediana per habitatge era de 30.234 $ i la renda mediana per família de 34.526 $. Els homes tenien una renda mediana de 32.066 $ mentre que les dones 21.645 $. La renda per capita de la població era de 14.516 $. Entorn del 15,1% de les famílies i el 18,4% de la població estaven per davall del llindar de pobresa.

## Poblacions més properes
El següent diagrama mostra les poblacions més properes.